# Słodkowodne ryby akwariowe

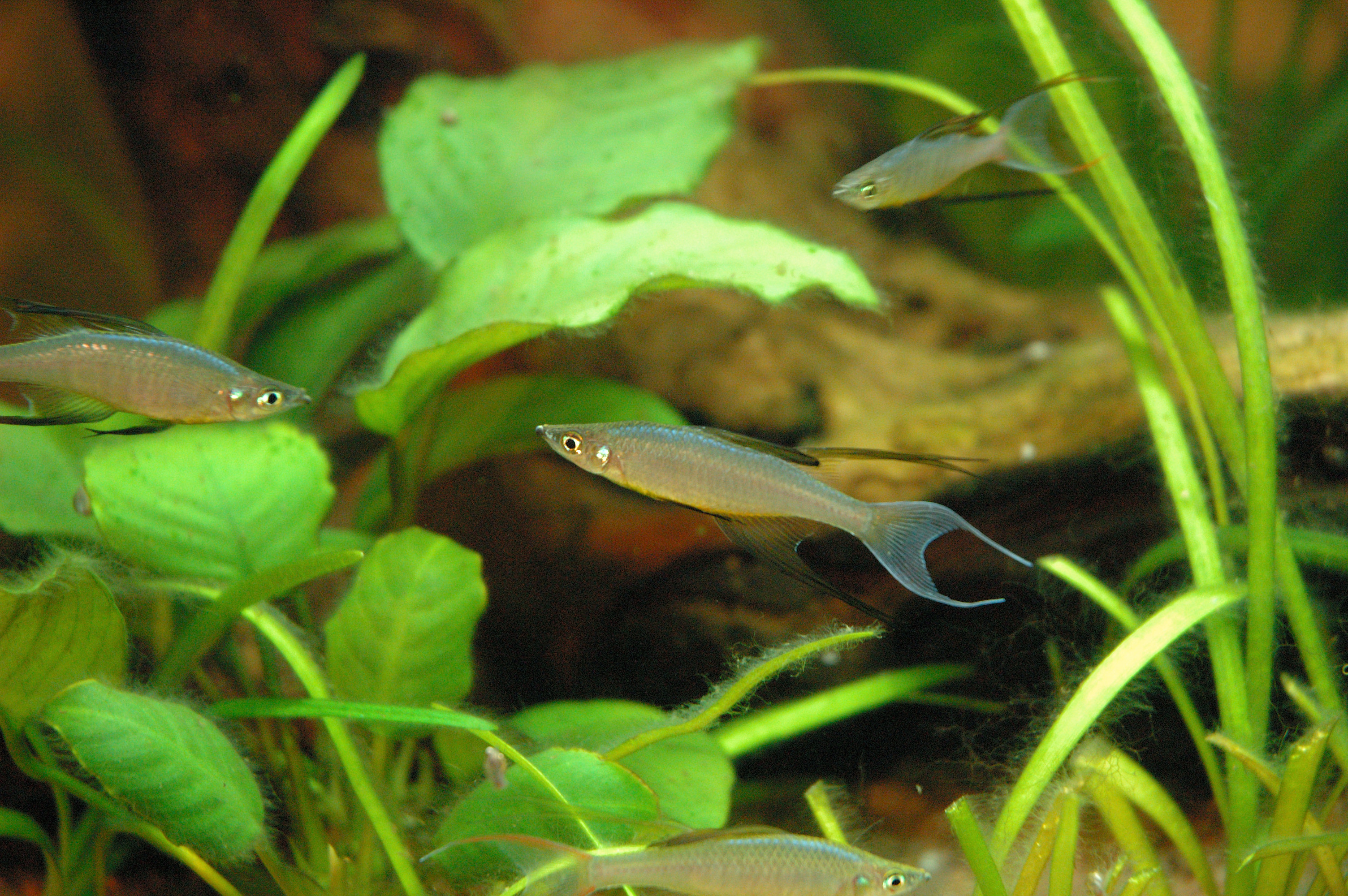
Tęczankowate – Iriatherina werneri

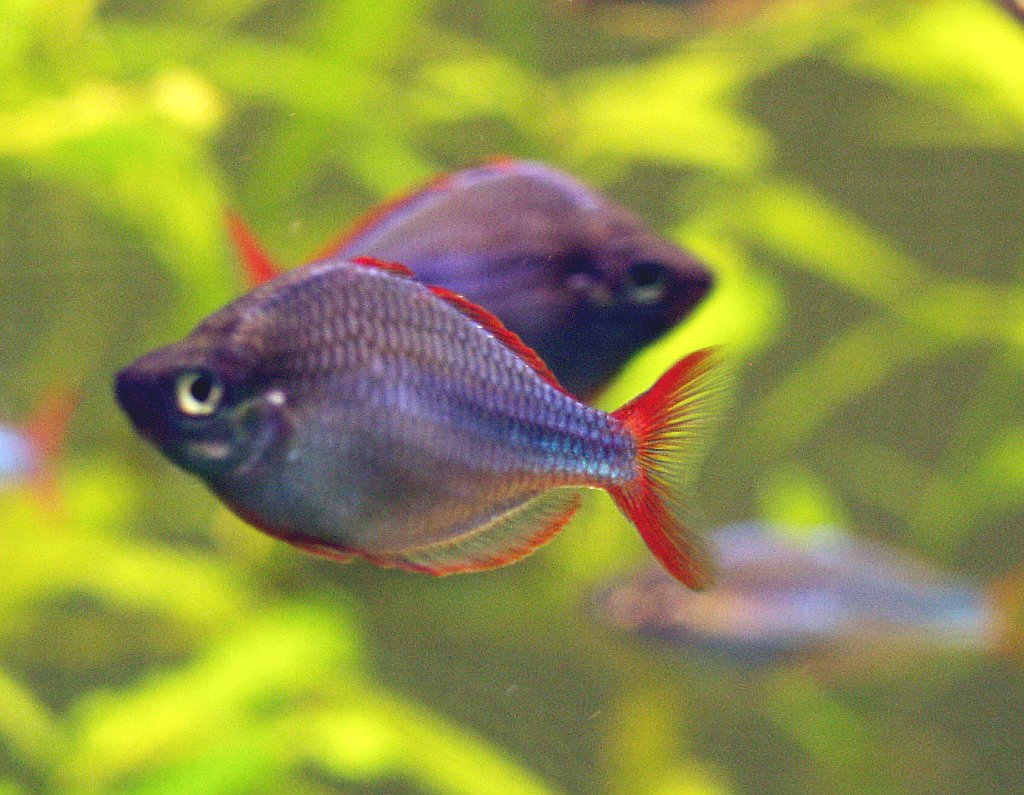
Tęczankowate – Tęczanka neonowa

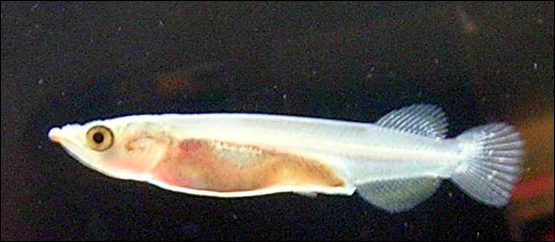
Półdziobcowate

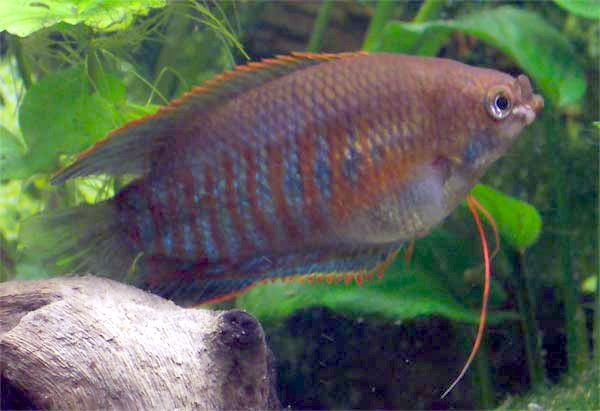
Colisa labiosa

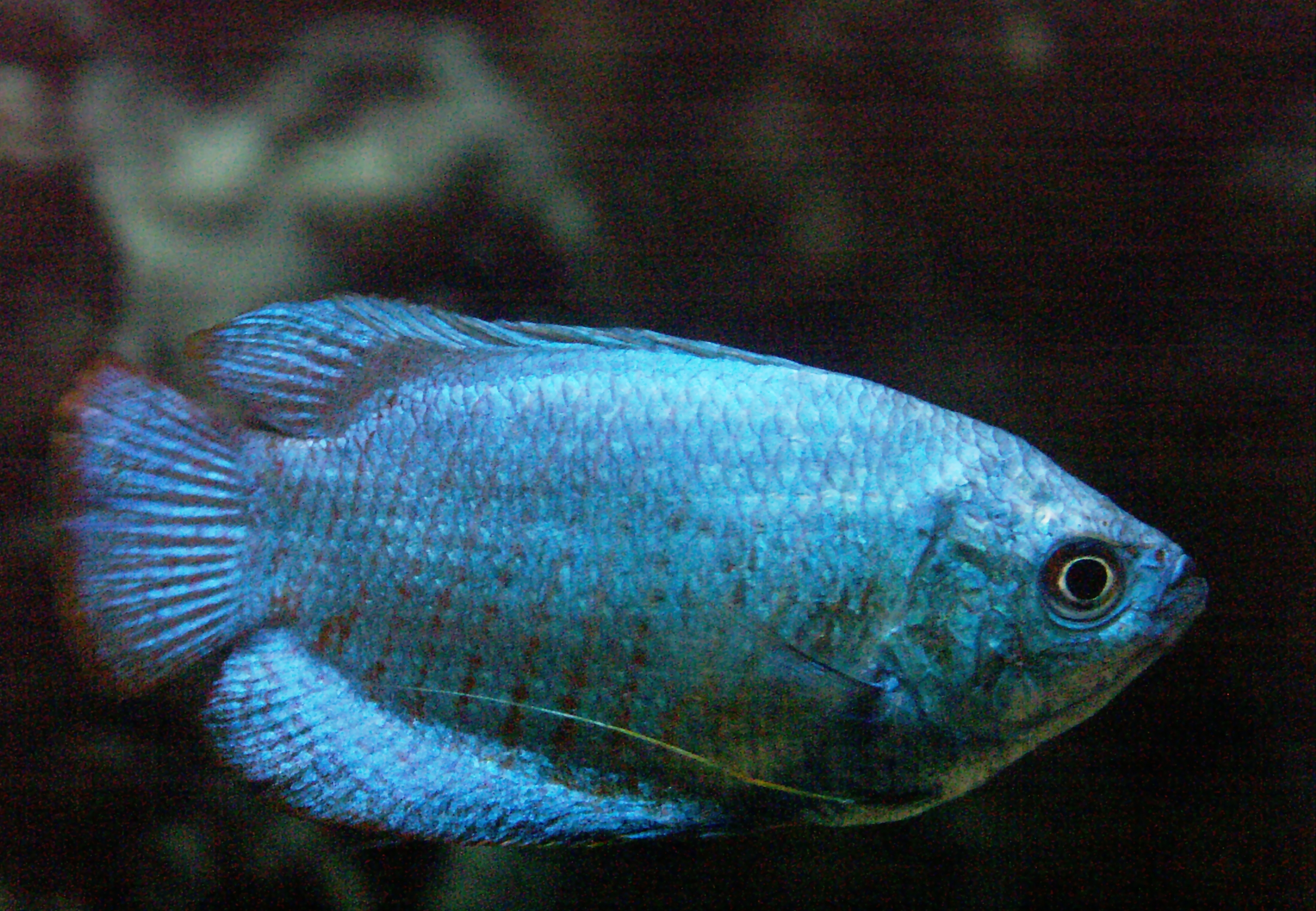
Prętnik karłowaty

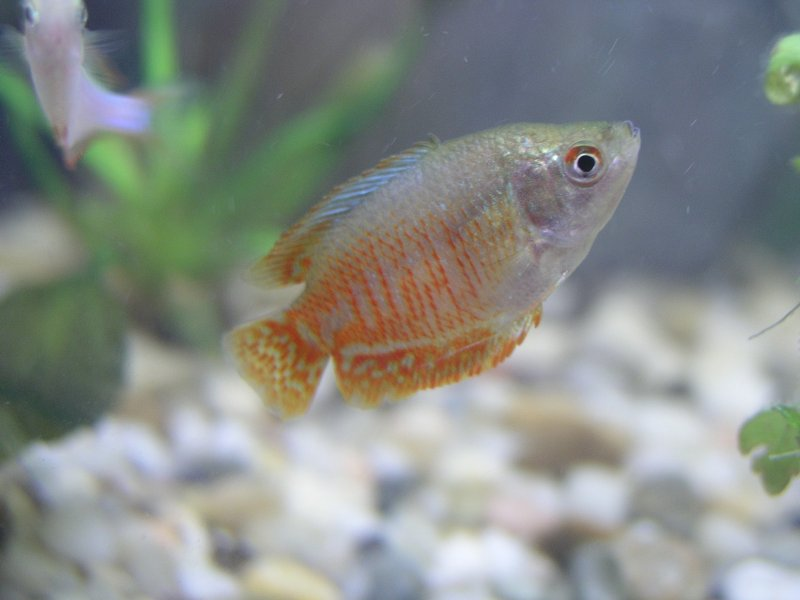
Prętnik karłowaty

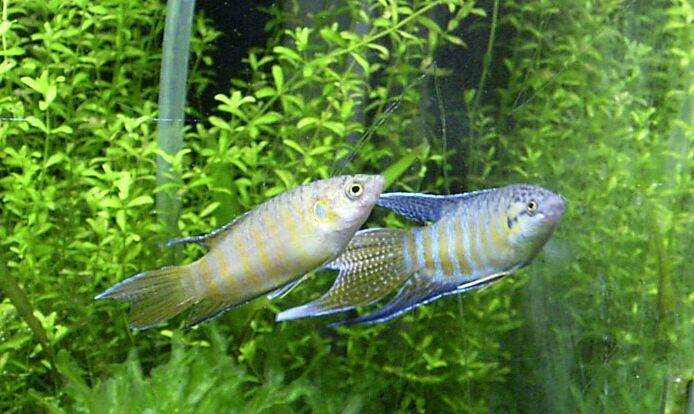
Wielkopłetw

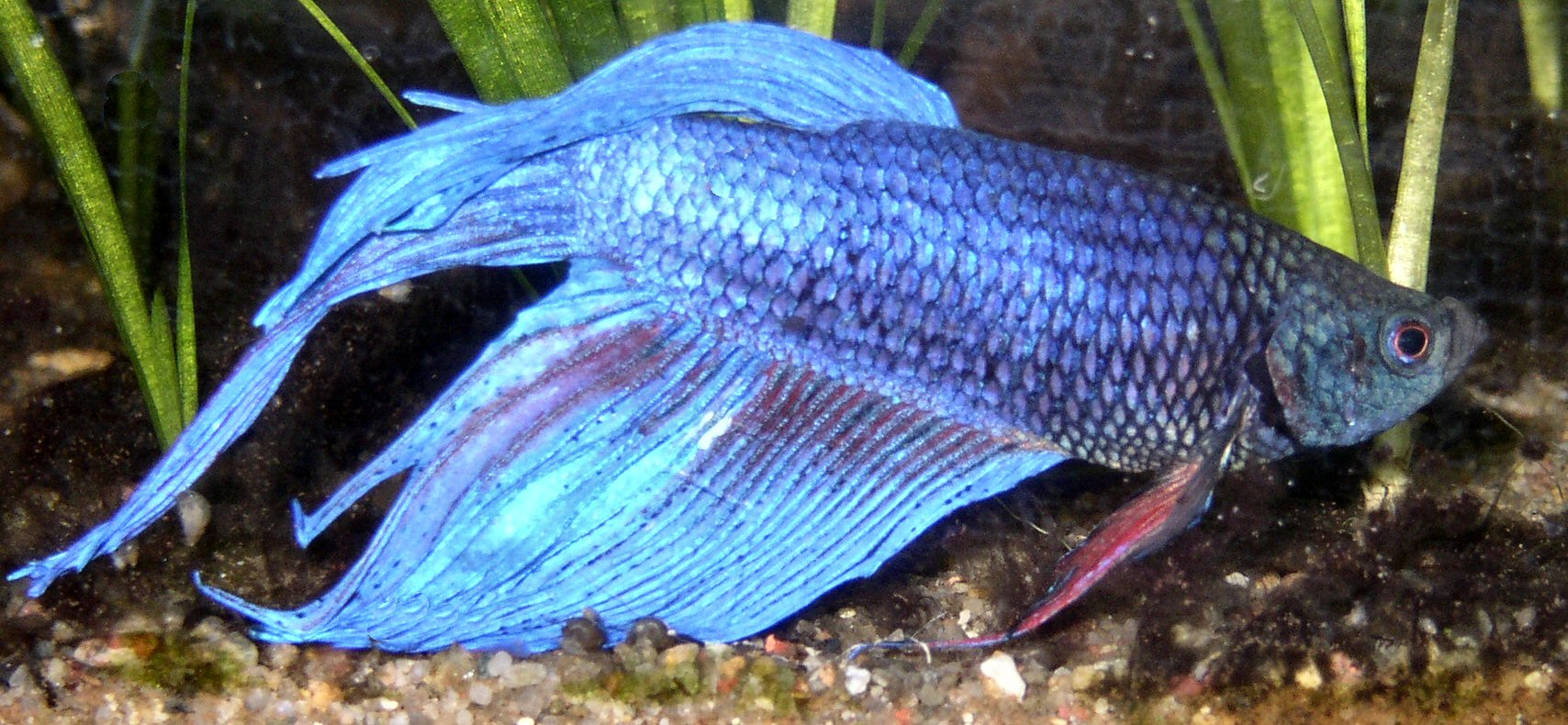
Bojownik wspaniały

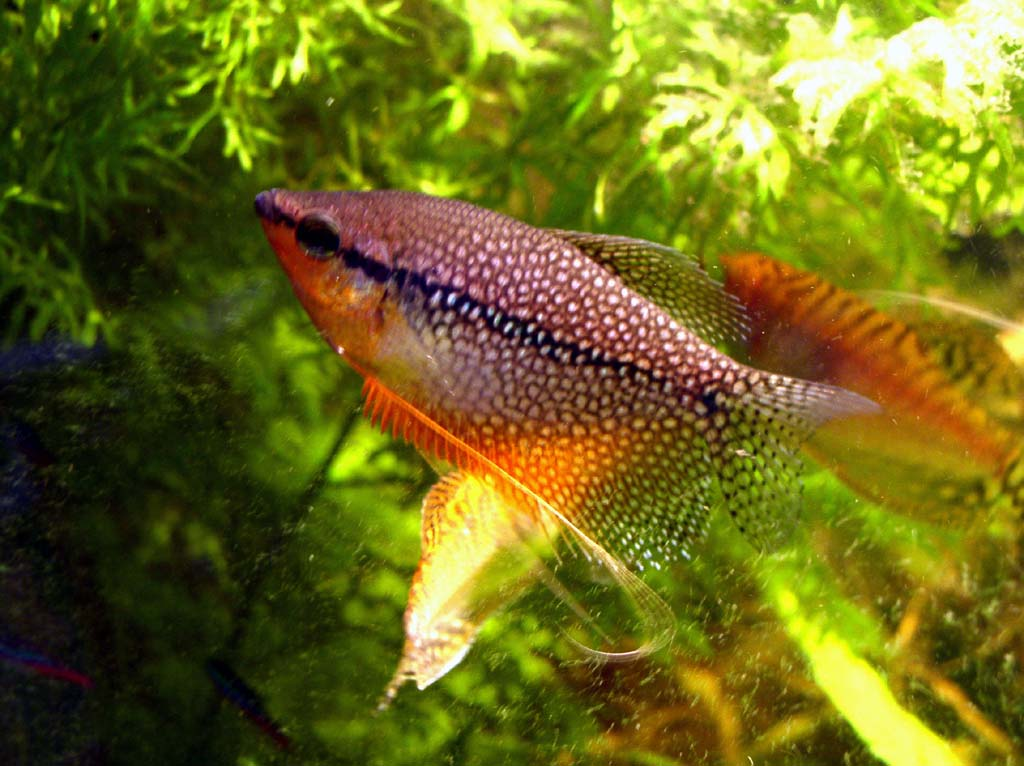
Gurami mozaikowy

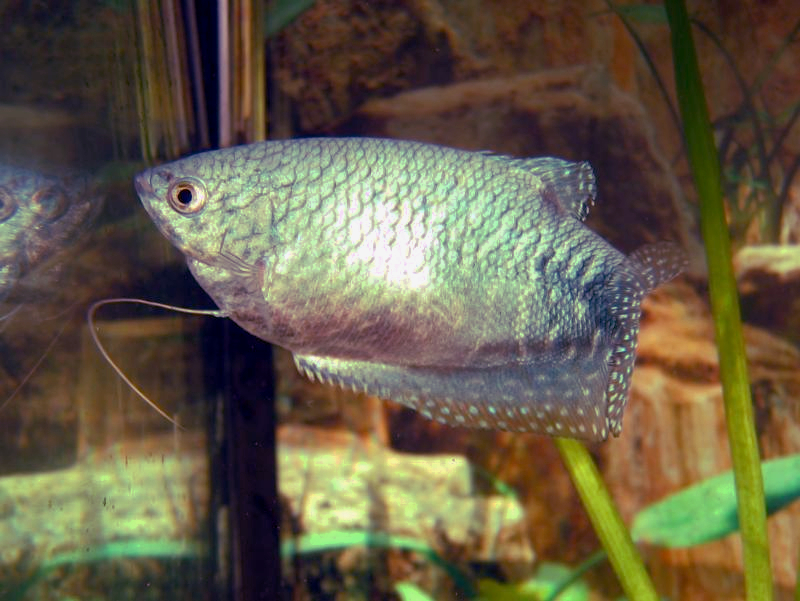
Gurami dwuplamisty

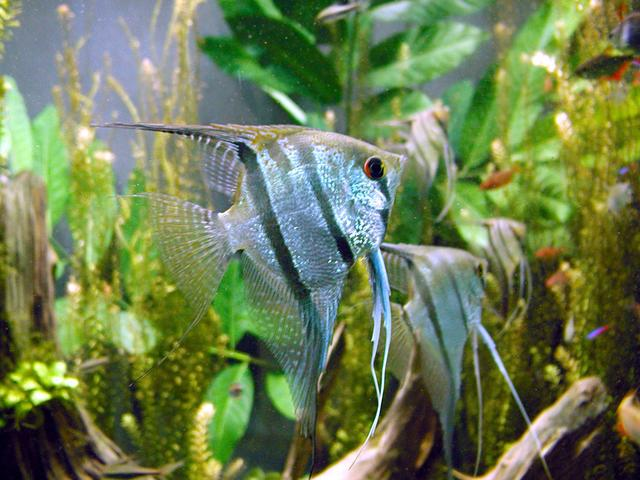
Skalar

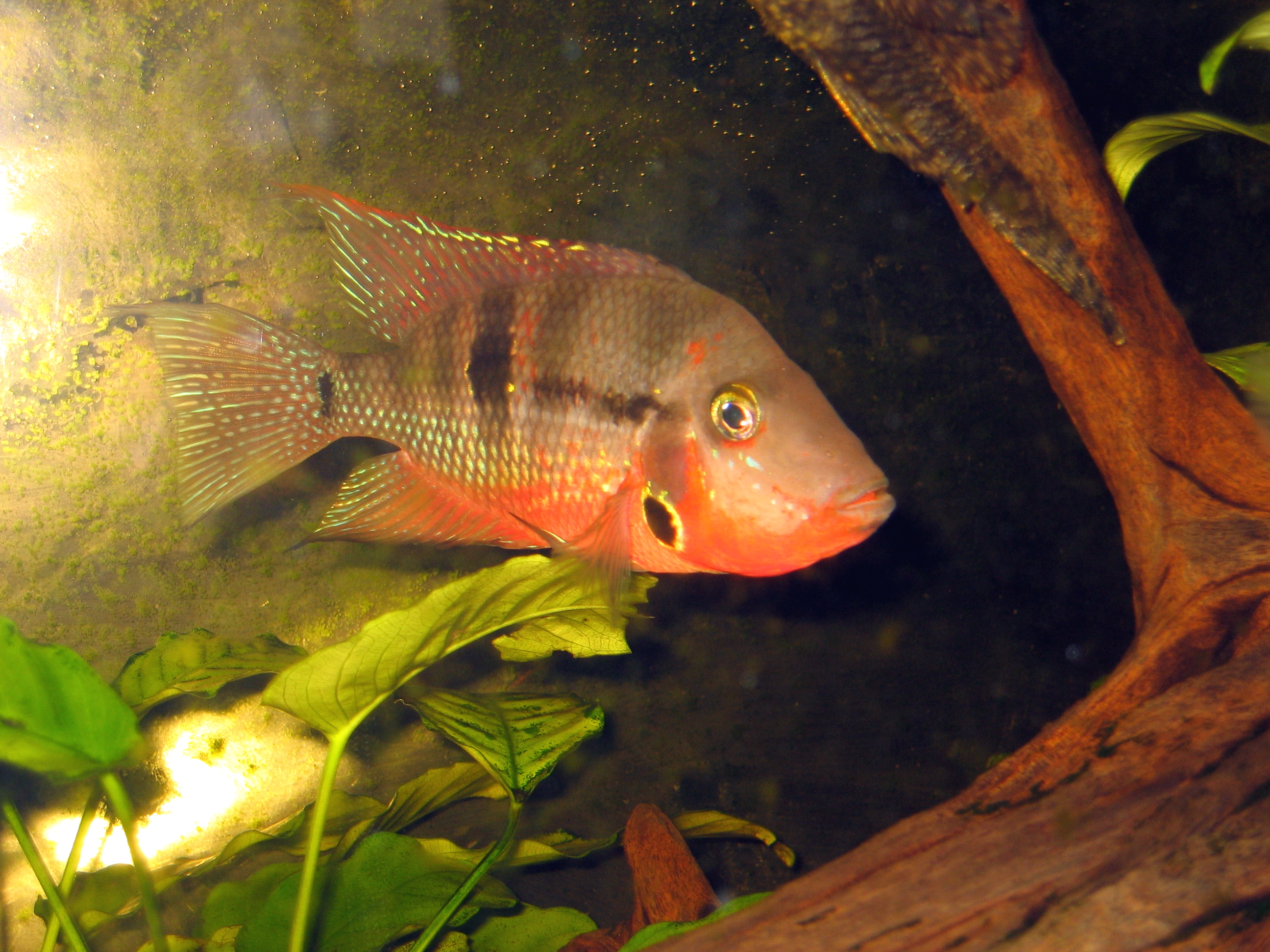
Pielęgnica Meeka

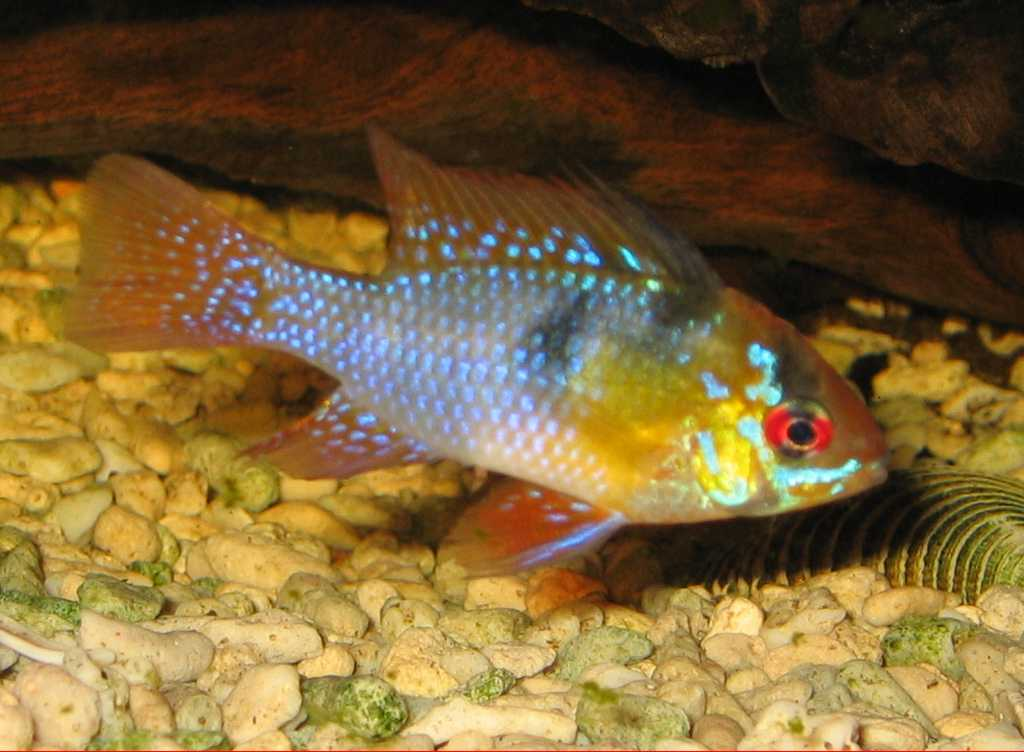
Pielęgniczka Ramireza

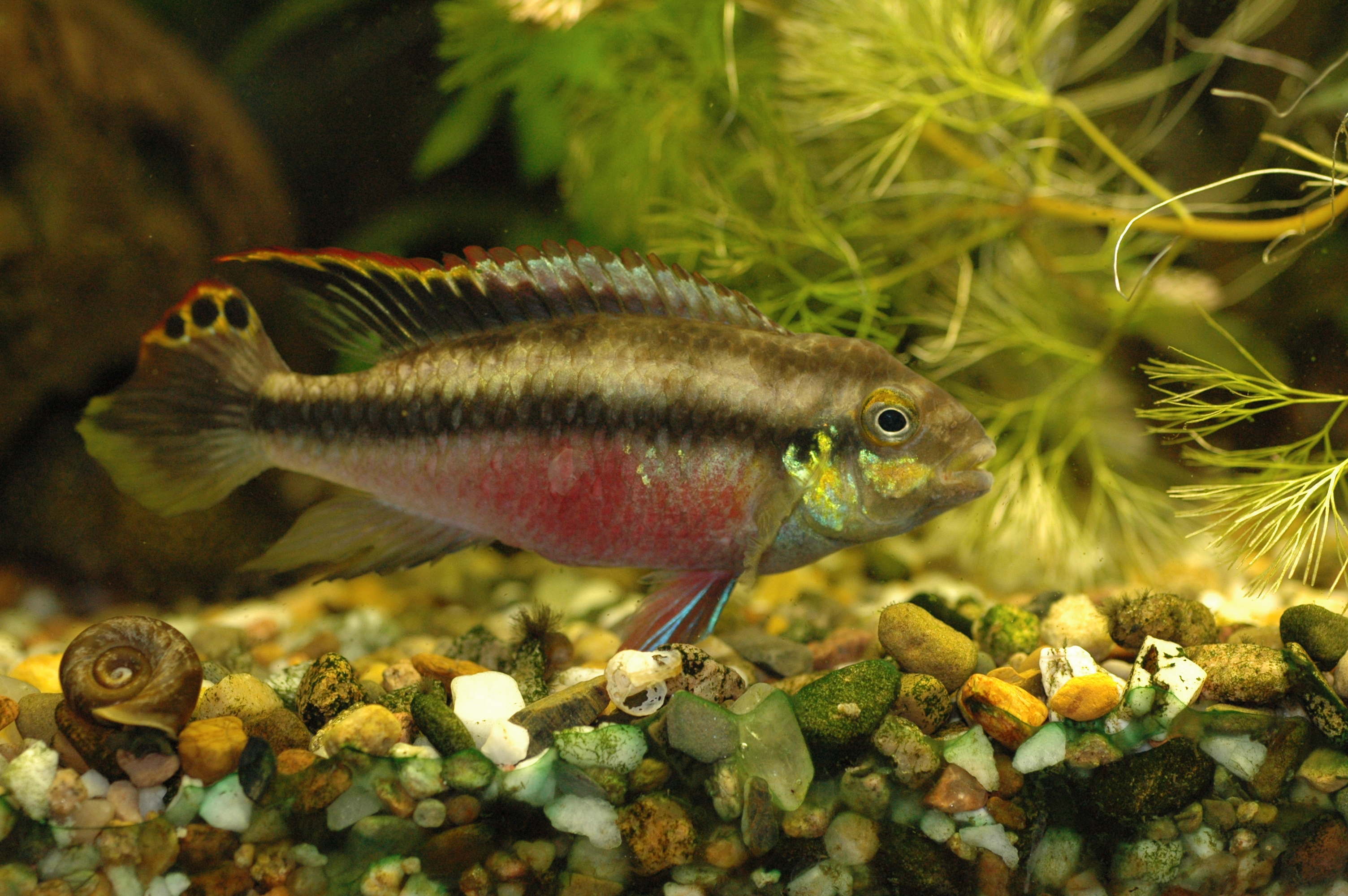
Barwniak czerwonobrzuchy

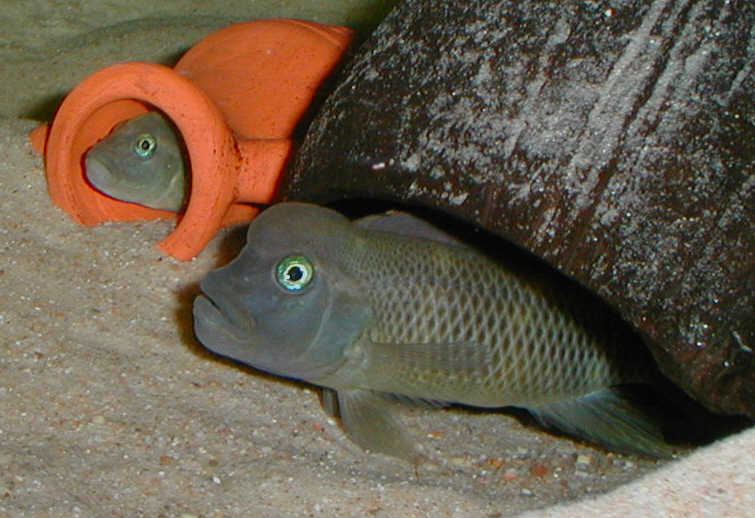
Pielęgnicowate – Steatocranus casuarius

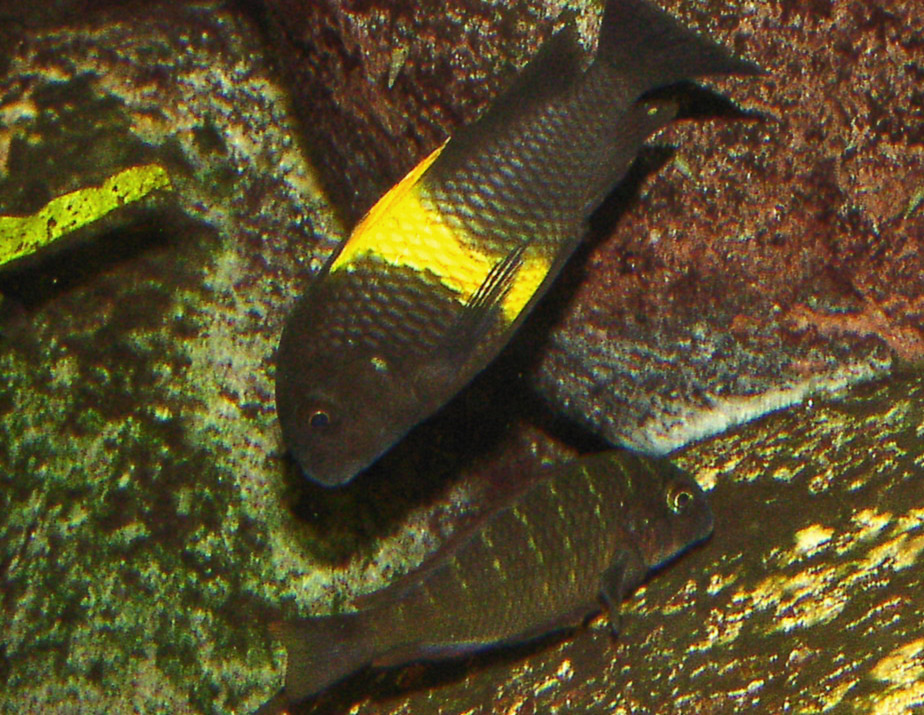
Tropheus

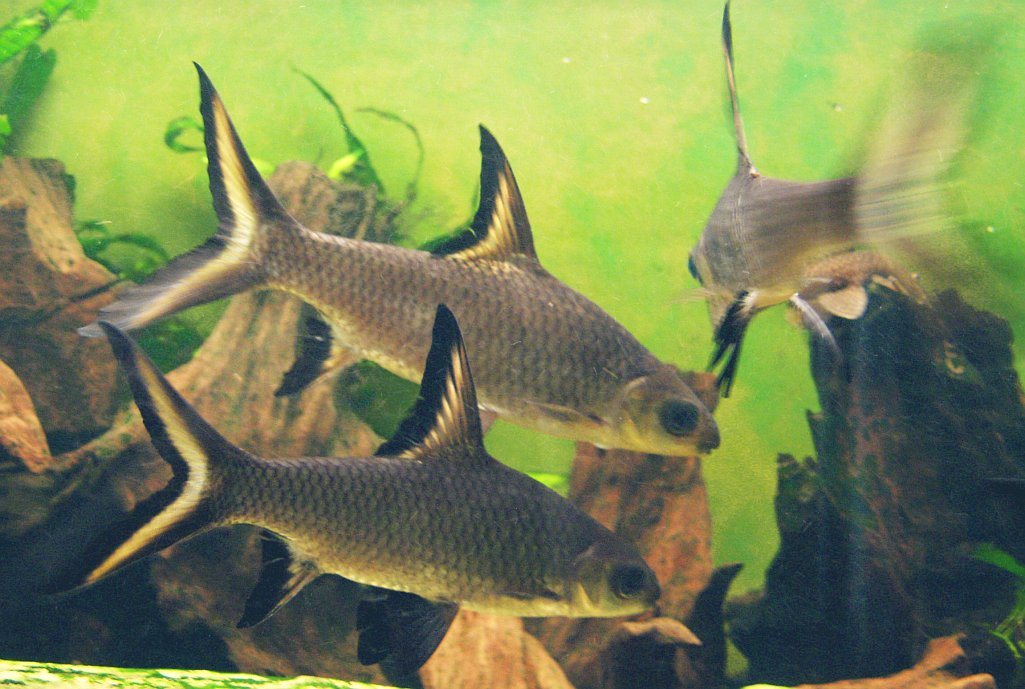
Karpiowate – Brzanka rekinia (Balantiocheilos melanopterus)

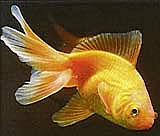
Karaś złocisty – Złota rybka – Welonka (Carassius auratus)

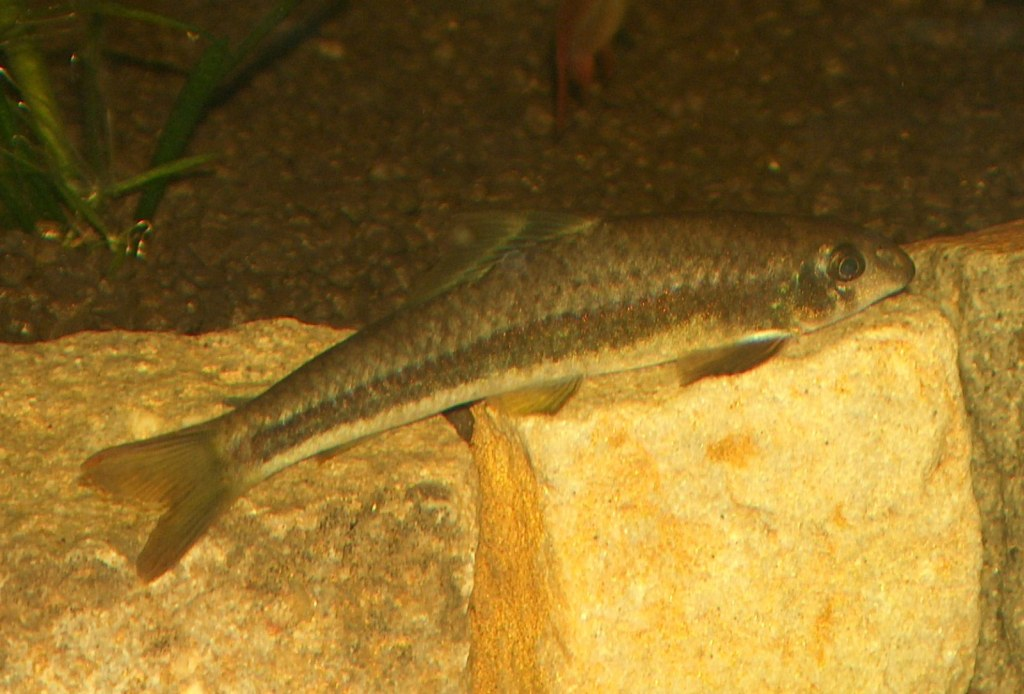
Karpiowate – Epalzeorhynchos kalopterus

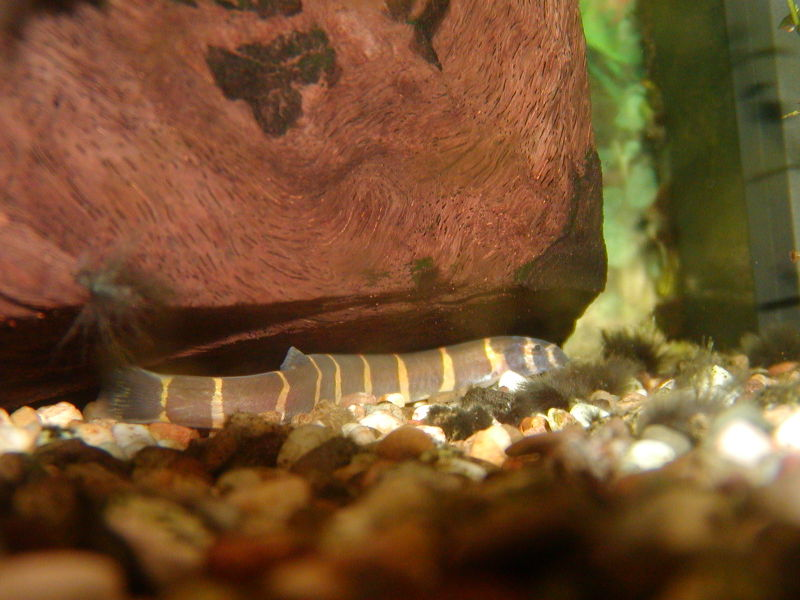
Cierniooczek Kuhla

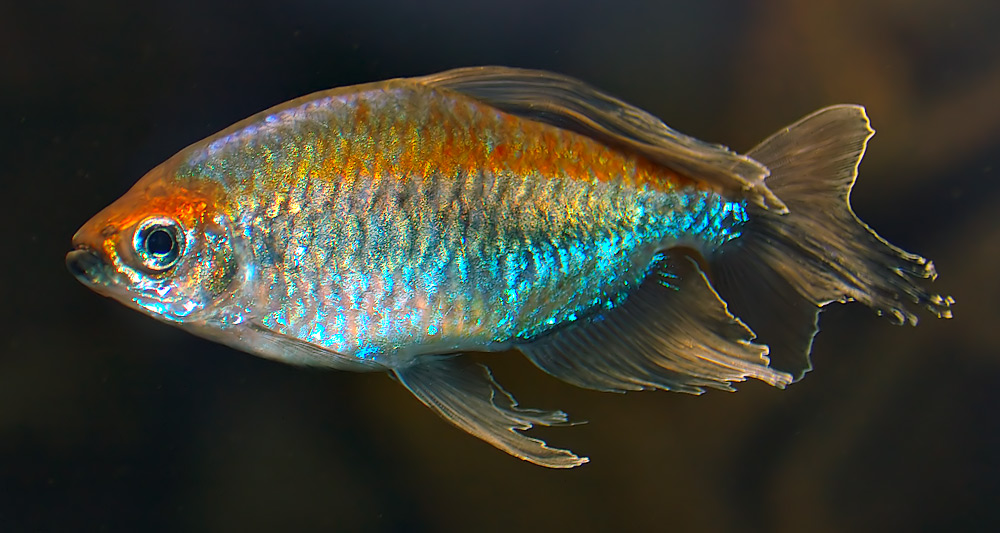
Alestesowate – Phenacogrammus interruptus

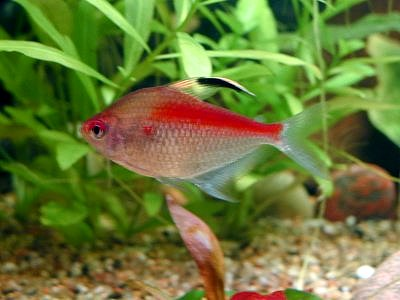
Kąsaczowate – Hyphessobrycon erythrostigma

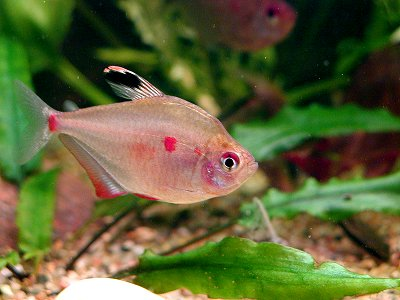
Kąsaczowate – Hyphessobrycon erythrostigma

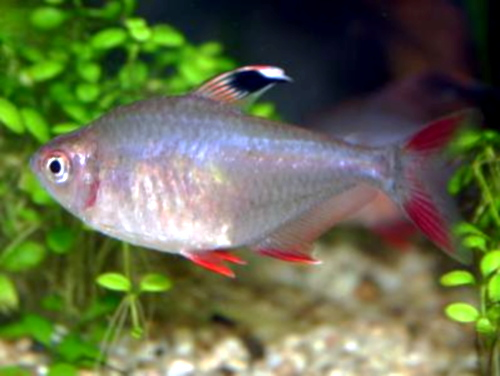
Hyphessobrycon – Hyphessobrycon bentosi

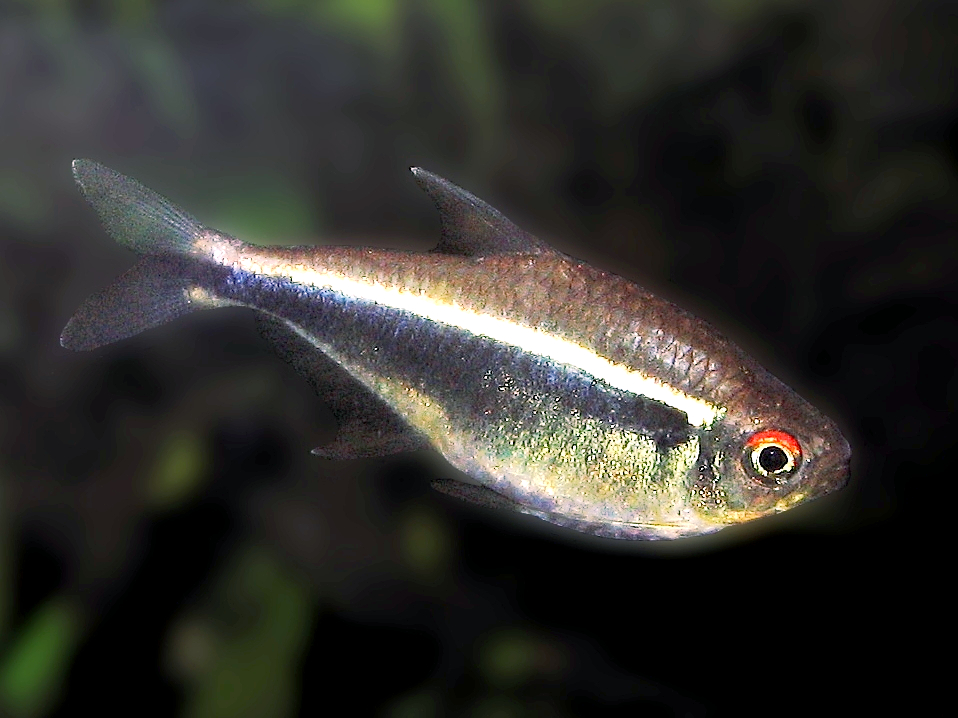
Neon czarny

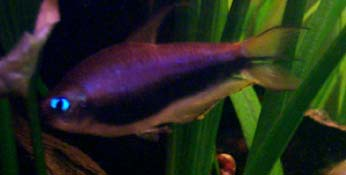
Tetra cesarska

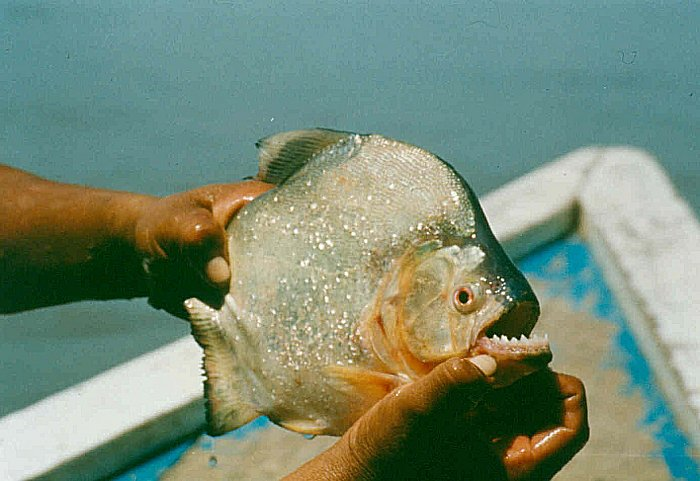
Pirania

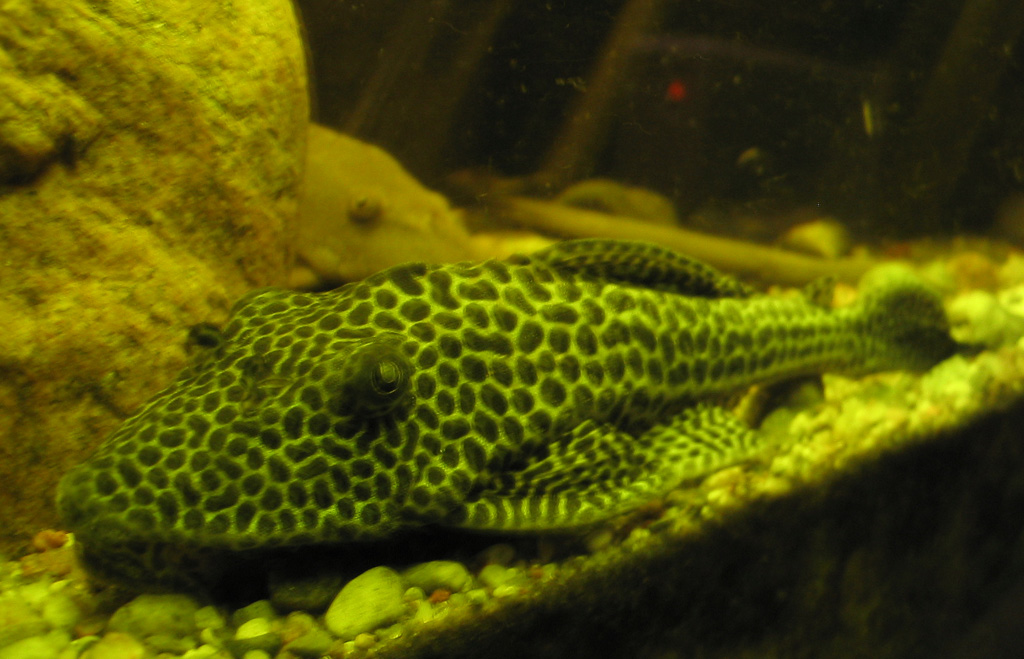
Glonojad

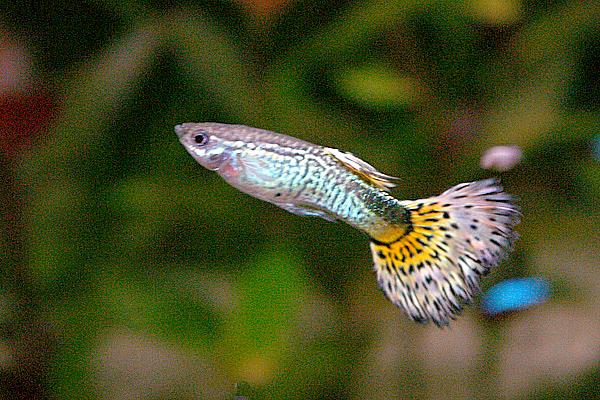
Gupik

## Polska
- ciernik (Gasterosteus aculeatus)
- cierniczek (Pungitius pungitius)
- kiełb krótkowąsy (Gobio gobio)
- różanka (Rhodeus sericeus)

## Reszta świata

### Rodzinacałuskowate(Helostomatidae)
- gurami całujący, całusek Temmincka (Helostoma temminckii)

### Rodzinadługonosowate(Mastacembelidae)
- długonos ciernisty (Macrognathus aculeatus)

### Rodzinadługowąsowate(clariidae)
- Długowąs żabi (clarias batrachus)długowąs żabi (clarias batrachus)

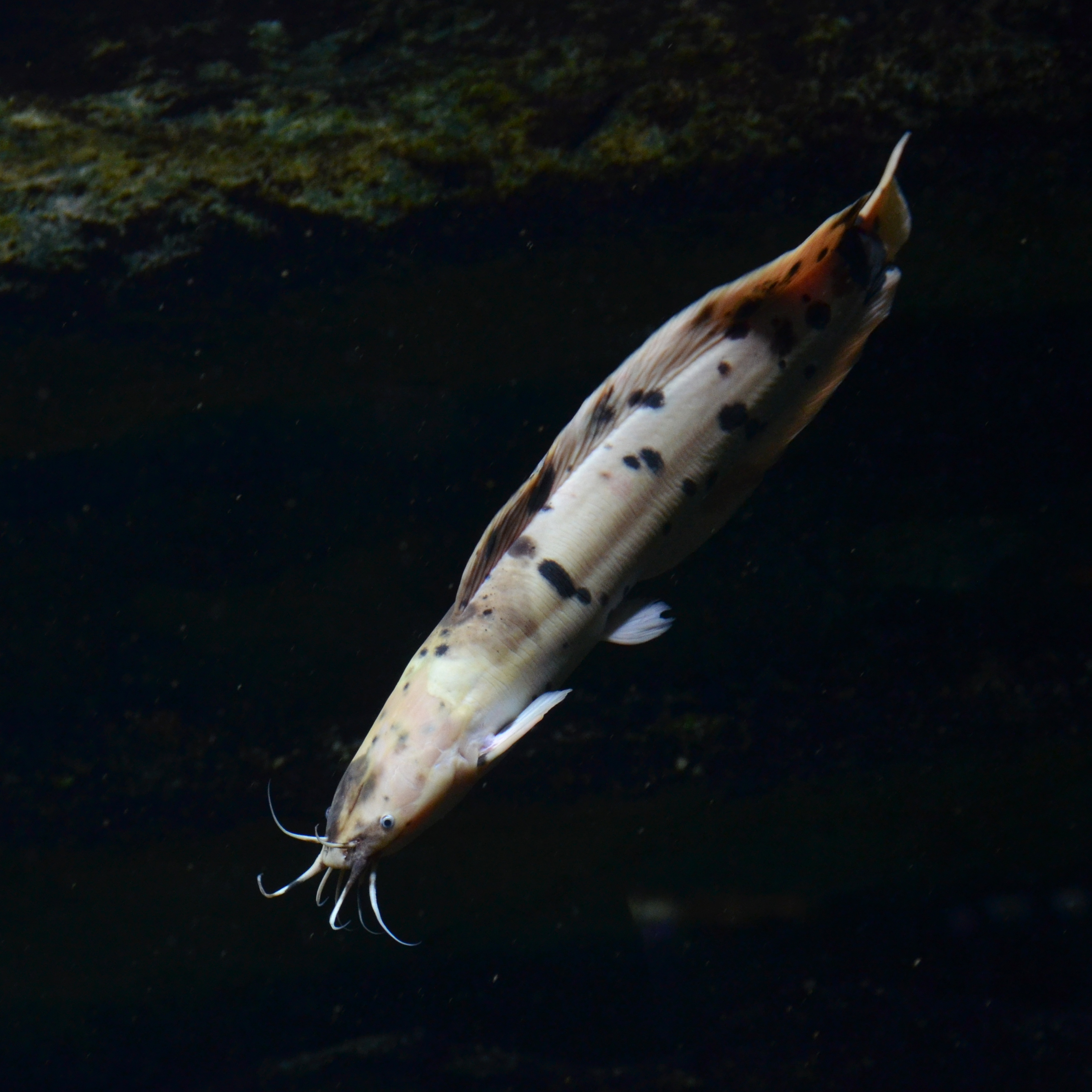
Długowąs żabi (clarias batrachus)

- długowąs angolski (clarias angolensis)

### Rodzinaguramiowate(Osphronemidae)
- bojownik jawajski (Betta picta)
- bojownik malajski, b. nadobny, b. chrobry (Betta pugnax)
- bojownik wspaniały, b. syjamski (Betta splendens[)
- czekoladowiec malajski, gurami czekoladowy (Sphaerichthys osphromenoides)
- gurami dwuplamy, g. dwuplamisty (Trichopodus trichopterus)
- gurami mozaikowy (Trichopodus leerii)
- gurami olbrzymi (Osphronemus goramy)
- prętnik karłowaty (Colisa lalia)
- prętnik pręgowany (Colisa fasciata)
- prętnik trójbarwny, p. miodowy (Colisa chuna)
- prętnik wargacz (Colisa labiosa)
- wielkopłetw chiński (Macropodus ocellatus)
- wielkopłetw wspaniały (Macropodus opercularis)

### Rodzinaheteropneustidae
- workoskrzel azjatycki (heteropneustes fossilis)

### Rodzinakarpiowate(Cyprinidae)
- brzanka cejlońska (Puntius cumingii)
- brzanka czarnoplama (Puntius filamentosus)
- brzanka dwucętkowa (Puntius bimaculatus)
- brzanka Everetta, b. klown (Puntius everetti)
- brzanka liniowana (Puntius lineatus)
- brzanka nigeryjska (Barbus callipterus')
- brzanka pięciopręga (Puntius pentazona)
- brzanka pręgowana (Puntius fasciatus)
- brzanka purpurowa (Puntius nigrofasciatus)
- brzanka różowa (Puntius conchonius)
- brzanka rekinia (Balantiocheilos melanopterus)
- brzanka Schwanfelda (Barbonymus schwanenfeldii)
- brzanka sumatrzańska (Puntius tetrazona)
- brzanka wielkołuska (Puntius oligolepsis)
- brzanka wysmukła (Puntius titteya)
- brzanka zielona (Puntius semifasciolatus)
- danio erythromicron
- danio Kerra (Danio kerri)
- danio krępaczek (Devario devario)
- danio kropkowanay (Danio nigrofasciatus)
- danio malabarski (Devario aequipinnatus lub Devario malabaricus)
- Danio margaritatus
- danio pręgowany (Danio rerio)
- danio tęczowy (Danio albolineatus)
- grubowarg dwubarwny (Epalzeorhynchos bicolor )
- grubowarg złotopręgi, g. lisi (Epalzeorhynchos kalopterus)
- kardynałek chiński (Tanichthys albonubes)
- Puntius denisonii
- razbora borneańska (Boraras brigittae)
- razbora czerwonopręga (Rasbora pauciperforata)
- razbora klinowa (Trigonostigma heteromorha)
- razbora szklista (Rasbora trilineata)
- razbora plamista (Boraras maculatus)
- razbora wielkoplama (Rasbora kalochroma)
- złota rybka (Carassius auratus auratus)

### Rodzinakąsaczowate(Characidae)
- barwieniec czarny, fantom czarny (Hyphessobrycon megalopterus)
- barwieniec czerwony, fantom czerwony (Hyphessobrycon sweglesi)
- błyszczyk cesarski, tetra cesarska (Nematobrycon palmeri)
- bystrzyk barwny, bystrzyk różowy, minor (Hyphessobrycon eques)
- bystrzyk czerwony, bystrzyk z Rio (Hyphessobrycon flammeus)
- bystrzyk pięknopłetwy (Hyphessobrycon pulchripinnis)
- gruczołowiec niebieskopręgi (Mimagoniates barberi)
- hokejówka krótkopręga (Thayeria obliqua)
- neon czarny, bystrzyk Axelroda, bystrzyk czarny (Hyphessobrycon herbertaxelrodi)
- neon czerwony, bystrzyk Axelroda, bystrzyk czarny (Paracheirodon axelrodi)
- neon Innesa, bystrzyk neonowy (Paracheirodon innesi)
- prystelka (Pristella maxillaris)
- skrzelopiór białopłetwy (Corynopoma riisei)
- świecik kongijski, świecik kongolański, błyszczyk kongolański (Phenacogrammus interruptus)
- zwinnik jarzeniec (Hemigrammus erythrozonus)
- żałobniczka, czarna tetra (Gymnocorymbus ternetzi)

### Rodzinakiryskowate(Callichthyidae)
Nie mylić z kirysowate (Doradidae)
- Corydoras atropersonatus
- Corydoras loretoensis
- Corydoras melanotaenia
- Corydoras nanus
- Corydoras napoensis
- Corydoras pulcher
- Corydoras schwartzi
- Corydoras similis
- Corydoras treitlii
- kirysek Adolfa (Corydoras adolfoi)
- kirysek Axelroda (Corydoras axelrodi)
- kirysek brodaty, kirysek czaprakowy (Scleromystax barbatus)
- kirysek ciemny (Corydoras undulatus)
- kirysek czarnopasy (Corydoras melanistius)
- kirysek gujański (Corydoras blochi)
- kirysek jednobarwny (Corydoras concolor)
- kirysek karłowaty, k.pigmej (Corydoras pygmaeus)
- kirysek kolumbijski (Corydoras metae)
- kirysek lamparci, kirysek nakrapiany (Corydoras julii)
- kirysek liniowany (Corydoras maculifer)
- kirysek malutki (Corydoras habrosus)
- kirysek nadobny (Corydoras elegans)
- kirysek naśladownik (Corydoras imitator)
- kirysek nibysiatkowany (Corydoras sodalis)
- kirysek niebieski (Corydoras nattereri)
- kirysek panda (Corydoras panda)
- kirysek pstry, kirysek srokaty (Corydoras paleatus)
- kirysek spiżowy, kirysek metaliczny (Corydoras aeneus)
- kirysek strumieniowy (Corydoras arcuatus)
- Kirysek szmaragdowy (Brochis splendens)
- kirysek plamoogonowy (Corydoras caudimaculatus)
- kirysek pływacz (Corydoras virginiae)
- kirysek pręgooki (Corydoras melini)
- kirysek przyprószony (Corydoras leucomelas)
- kirysek rdzawy, kirysek czerwony (Corydoras rabauti)
- kirysek siatkowany (Corydoras reticulatus)
- kirysek sierpoplamy (Corydoras hastatus)
- kirysek sinogrzbiety (Corydoras zygatus)
- kirysek smugopłetwy (Corydoras robineae)
- kirysek Sterby, kirysek pomarańczowokolcowy (Corydoras sterbai)
- kirysek trójpręgi (Corydoras trilineatus)
- kirysek wspaniały (Corydoras haraldschultzi)
- kirysek żółto-czarny (Corydoras davidsandsi)

### Rodzinakirysowate(Doradidae)
Nie mylić z kiryskowate (Callichthyidae)
- kirys grzebykoczelny (Agamyxis pectinifrons)
- Platydoras costatus

### Rodzinapangasiidae
- sum rekini (pangasius hypophthalmus)
- wielkook olbrzymi (pangasius sanitwongsei)

### Rodzinapielęgnicowate(Cichlidae)
- akara błękitna (Andinoacara pulcher)
- akara marońska, akara z Maroni (Cleithracara maronii)
- barwniak czerwonobrzuchy (Pelvicachromis pulcher)
- dyskowiec Symphysodon discus)
- księżniczka z Burundi, lirniczka (Neolamprologus brichardi)
- naskalnik Bricharda (Chalinochromis brichardi)
- naskalnik Dickfelda (Julidochromis dickfeldi )
- naskalnik dwupasy (Chalinochromis popelini)
- naskalnik kędzierzawy (Julidochromis ornatus)
- naskalnik Marliera (Julidochromis marlieri)
- naskalnik Regana (Julidochromis regani)
- naskalnik wężogłowy (Julidochromis transcriptus)
- pielęgnica cytrynowa (Amphilophus citrinellus)
- pielęgnica Meeka (Thorichthys meeki)
- pielęgnica niebieskołuska, pielęgnica plamista (Rocio octofasciata)
- pielęgnica nikaraguańska (Hypsophrys nicaraguensis)
- pielęgnica pawiooka, ocznik (Astronotus ocellatus)
- pielęgnica perłowa (Herichthys cyanoguttatum)
- pielęgnica plamooka, pielęgnica zielona, heros plamooki (Heros severus)
- pielęgnica skośnopręga (Mesonauta festivus)
- pielęgnica zebra (Archocentrus nigrofasciatus)
- pielęgniczka Agassiza (Apistogramma agassizii)
- pielęgniczka dwupręga (Apistogramma bitaeniata)
- pielęgniczka kakadu (Apistogramma cacatuoides)
- pielęgniczka Nijssena (Apistogramma nijsseni)
- pielęgniczka pięknopłetwa (Apistogramma steindachneri)
- pielęgniczka Ramireza, p. motylowa (Microgeophagus ramirezi )
- pielęgniczka trójpręga (Apistogramma trifasciata)
- pielęgniczka żółta (Apistogramma borellii)
- pyszczak "afra" (Cynotilapia afra)
- pyszczak brązowy (Melanochromis brevis)
- pyszczak grubowargi (Melanochromis labrosus)
- pyszczak hełmiasty, frontoza (Cyphotilapia frontosa)
- pyszczak lombardzki (Maylandia lombardoi)
- pyszczak "maingano" (Melanochromis cyaneorhabdos)
- pyszczak rdzawy (Iodotropheus sprengerae)
- pyszczak wydłużony (Pseudotropheus elongatus)
- pyszczak wysmukły (Labeotropheus trewavasae)
- pyszczak zebra (Maylandia zebra)
- pyszczak złocisty (Melanochromis auratus)
- pyszczak żółty, p. cytrynowy (Labidochromis caeruleus)
- ziemiojad brazylijski (Geophagus brasiliensis)
- ziemiojad pstry (Satanoperca leucosticta)
- ziemiojad surinamski (Geophagus surinamensis)
- żaglowiec skalar (Pterophyllum scalare)
- żaglowiec wysoki, żaglowiec z Orinoko, skalar wysoki (Pterophyllum altum)
- żółtaczek indyjski (Etroplus maculatus)

### Rodzinapierzastowąsowate(Mochokidae)
- giętkoząb cętkowany (Synodontis multipunctatus)
- giętkoząb czarnobrzuchy, opaczek (Synodontis nigriventris)
- giętkoząb malawijski (Synodontis njassae)
- giętkoząb wielkopłetwy, g. pióropłetwy (Synodontis euptera)

### Rodzinapiękniczkowate(Poeciliidae)
- cytrynówka (Micropoecilia branneri)
- drobniczka jednodniówka (Heterandria formosa)
- drobnotka nadobna (Neoheterandria elegans)
- gambuzja Holbrooka (Gambusia affinis)
- gambuzja pospolita (Gambusia affinis)
- gambuzja Regana (Gambusia regani)
- guaru dziesięciopręgi (dziesięcioplamka) (Cnesterodon decemmaculatus)
- Gupik, pawie oczko (Poecilia reticulata)
- gupik Endlera, żyworódka Endlera (Poecilia wingei )
- jednoplamka, jednoplamek, żyworódka jednoplamka, żyworodek jednoplamisty (Phalloceros caudimaculatus)
- karzełek parański (Micropoecilia parae)
- limka czarnobrzucha (Limia melanogaster)
- limka czarnopręga, limka garbatka, garbatka (Limia nigrofasciata)
- limka dominikańska (Limia dominicensis)
- limka karłowata, limka barwna (Limia heterandria)
- Limka pręgowana, limka kubańska (Limia vittata)
- limka ozdobna (Limia ornata)
- mieczyk Alvareza, mieczyk niebieski (Xiphophorus alvarezi)
- mieczyk dwukropek (Heterandria bimaculata)
- mieczyk Hellera, mieczyk zielony (Xiphophorus helleri)
- mieczyk Montezumy (Xiphophorus montezumae)
- mieczyk Nezahualcoyotla (Xiphophorus nezahualcoyotl)
- molinezja ostrousta (Poecilia sphenops)
- molinezja szerokopłetwa (Poecilia latipinna)
- molinezja żaglopłetwa (Poecilia velifera)
- nożówka (Alfaro cultratus)
- pecelka (piękniczka) (Poecilia vivipara)
- pięciosmużka (Quintana atrizona)
- piękniczka błękitnooka (Priapella intermedia)
- piękniczka pasiasta (Priapella bonita)
- Poecilia orri
- styczniówka (Phalloptychus januarius)
- wdówka czteroplama (Phallichthys quadripunctatus)
- Xenophallus umbratilis
- Xiphophorus milleri
- zmienniak plamisty (Xiphophorus maculatus)
- zmienniak wielobarwny, zmienniak różnobarwny (Xiphophorus variatus)
- żyrardynka żółta, sierpówka (Girardinus falcatus)
- żyrardynka metaliczna, żyworódka metaliczna, żyrardynka (Girardinus metallicus )

### Rodzinapiskorzowate(Cobitidae)
- bocja karłowata (Yasuhikotakia sidthimunki)
- bocja pręgowana (Botia striata)
- bocja siatkowana (Botia lohachata)
- bocja szara (Yasuhikotakia modesta)
- bocja tygrysia (Syncrossus helodes)
- bocja wspaniała (Chromobotia macracanthus)
- Bocja syjamska, bocja mysia (Yasuhikotakia morleti)
- Piskorek Kuhla (Pangio kuhlii)
- cierniooczek długonosy (Acantopsis choirorhynchos)

### Rządstrętwokształtne(gymnotiformes)
- duch amazoński (Apteronotus albifrons)

### Rodzinasumowate(Siluridae)
- ompok dwuplamy (Ompok bimaculatus)

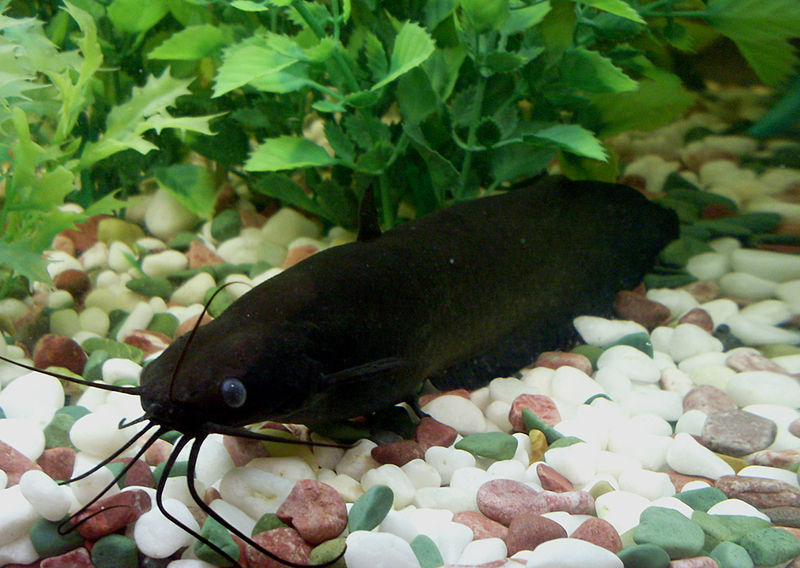
Długowąs azjatycki (heteropneustes fossilis)

- Długowąs azjatycki (heteropneustes fossilis)sumek szklisty (Kryptopterus bicirrhis)

### Rodzinazbrojnikowate(Loricariidae)
- Adonis żaglopłetwy (Acanthicus adonis)
- Hypancistrus zebra
- Panaque nigrolineatus
- Panaque cochliodon
- Parancistrus aurantiacus
- Pseudacanthicus spinosus
- zbrojnik karłowaty (Rineloricaria fallax)
- Zbrojnik kolumbijski (Dasyloricaria filamentosa)
- zbrojnik lamparci, gibiceps (Pterygoplichthys gibbiceps)
- zbrojnik niebieski, wąsacz niebieski (Ancistrus dolichopterus)

### Rodzinażyworódkowate(Goodeidae)
Nie mylić z rodziną ślimaków – żyworódkowate (Viviparidae)
- ameka wspaniała (Ameca splendens)
- ksenotoka (Xenotoca eiseni)
- żyworódka tęczowa (Characodon lateralis)
- żyworódka źródlana (Characodon audax)